# Bamako-Initiative
Die Bamako-Initiative war eine, 1987 in der Hauptstadt Bamako des westafrikanischen Landes Mali stattfindende, WHO-Konferenz, die die Gesundheitspolitik Afrikas südlich der Sahara nachhaltig veränderte.
Es wurden Auswege aus der drohenden Finanzkrise öffentlicher Gesundheitseinrichtungen in Ländern Afrikas gesucht. Ergebnis war ein Programm, das auf die verstärkte Einbindung der Bevölkerung in die Errichtung und Erhaltung von Gesundheitseinrichtungen abzielt. Sie besteht aus dem Beschluss, Gesundheitseinrichtungen mittels eines Kofinanzierungsmodelles zu revitalisieren. Dieses beruht auf ökonomischer Eigenverantwortlichkeit der lokalen Bevölkerung, sei es über einfache Versicherungssysteme oder durch Tarifizierung von Behandlungen und Medikamenten.
Die Bamako-Initiative wurde in der Folge vereinzelt auch in Ländern Asiens und Lateinamerikas implementiert.